# Washington Etchamendi
Washington «Pulpa» Etchamendi Sosa (Soto, Paysandú, 2 de marzo de 1921 - Santiago de Cali, Colombia, 30 de mayo de 1976) fue un entrenador uruguayo de fútbol, conocido tanto por su picardía y sus anécdotas, como por sus logros, entre ellos ser tricampeón uruguayo (entre 1970 y 1972), campeón de América y del Mundo en 1971 con Nacional de Uruguay.

## Trayectoria
Nació en Soto, Paysandú, el 2 de marzo de 1921. Hijo de María Sosa y Luciano Etchamendi, fue el mayor de cuatro hermanos: Luis Alberto, Ramón y Luciano. Casado con Esther Royano, tuvo tres hijos: María, Silvia y Lucio. 
Nunca llegó a jugar en el fútbol profesional, solo una trayectoria sin mayores sobresaltos en el fútbol amateur hasta los 19 años, pues una grave lesión de rótula lo marginó en forma definitiva de las canchas.
Después de iniciar sus actividades como estratega en Defensor Sporting de Montevideo, hizo un prolongado periplo por conjuntos como Liverpool, también de Uruguay, Unión de Santa Fé y Los Andes, en Argentina, luego en Cerro, Bella Vista,  y Nacional, equipo con el que conquistó tres Campeonatos Uruguayos, la Copa Libertadores de América -por primera vez para Nacional-  y la Intercontinental.
Dirigió igualmente la selección nacional del Paraguay, en 1973, por las eliminatorias del Mundial de Alemania 1974, y prestó también sus servicios al equipo León de México. Al volver a Uruguay, y antes de partir a Colombia, dirigió por poco tiempo a Montevideo Wanderers. 

### Fallecimiento
A comienzos del año de 1976 llegó a la dirección técnica del Deportivo Cali, contratado por el presidente Alex Gorayeb. El domingo 30 de mayo de 1976 se cumplía en el Estadio Pascual Guerrero de Cali la 5ª fecha de la II Vuelta del Certamen ‘Apertura’ del fútbol colombiano. A ese partido llegaba el Deportivo Cali ocupando el segundo lugar en el torneo con 20 puntos (compartido con Millonarios) mientras que el Santa Fé ocupaba la tercera posición.
Hacia las 17:57 minutos, en el banco técnico del Deportivo Cali se desplomaba Washington ‘El Pulpa’ Echamendi, víctima de un fulminante ataque cardiaco.
De inmediato fue auxiliado por el gerente de la entidad y otras personas que estaban junto al director técnico, pero la ambulancia que lo condujo hasta el Hospital Universitario ‘Evaristo García’ solo pudo llegar hasta la denominada ‘Puerta de Maratón’ del estadio, pues la pista de tartán no podía ser pisada por vehículo alguno. Su deceso se confirmó hacia las 6:30 de la tarde antes de llegar al Hospital.

## Palmarés

### Torneos nacionales
| Título              | Equipo           | País      | Año  |
| ------------------- | ---------------- | --------- | ---- |
| Campeonato Uruguayo | Progreso         | Uruguay   | 1956 |
| Primera División B  | Unión (Santa Fe) | Argentina | 1966 |
| Campeonato Uruguayo | Nacional         | Uruguay   | 1970 |
| Campeonato Uruguayo | Nacional         | Uruguay   | 1971 |
| Campeonato Uruguayo | Nacional         | Uruguay   | 1972 |

### Torneos internacionales
| Título                | Equipo   | Sede       | Año  |
| --------------------- | -------- | ---------- | ---- |
| Copa Libertadores     | Nacional | Lima       | 1971 |
| Copa Intercontinental | Nacional | Montevideo | 1971 |
| Copa Interamericana   | Nacional | Montevideo | 1972 |